# ظروف تاکاتوری

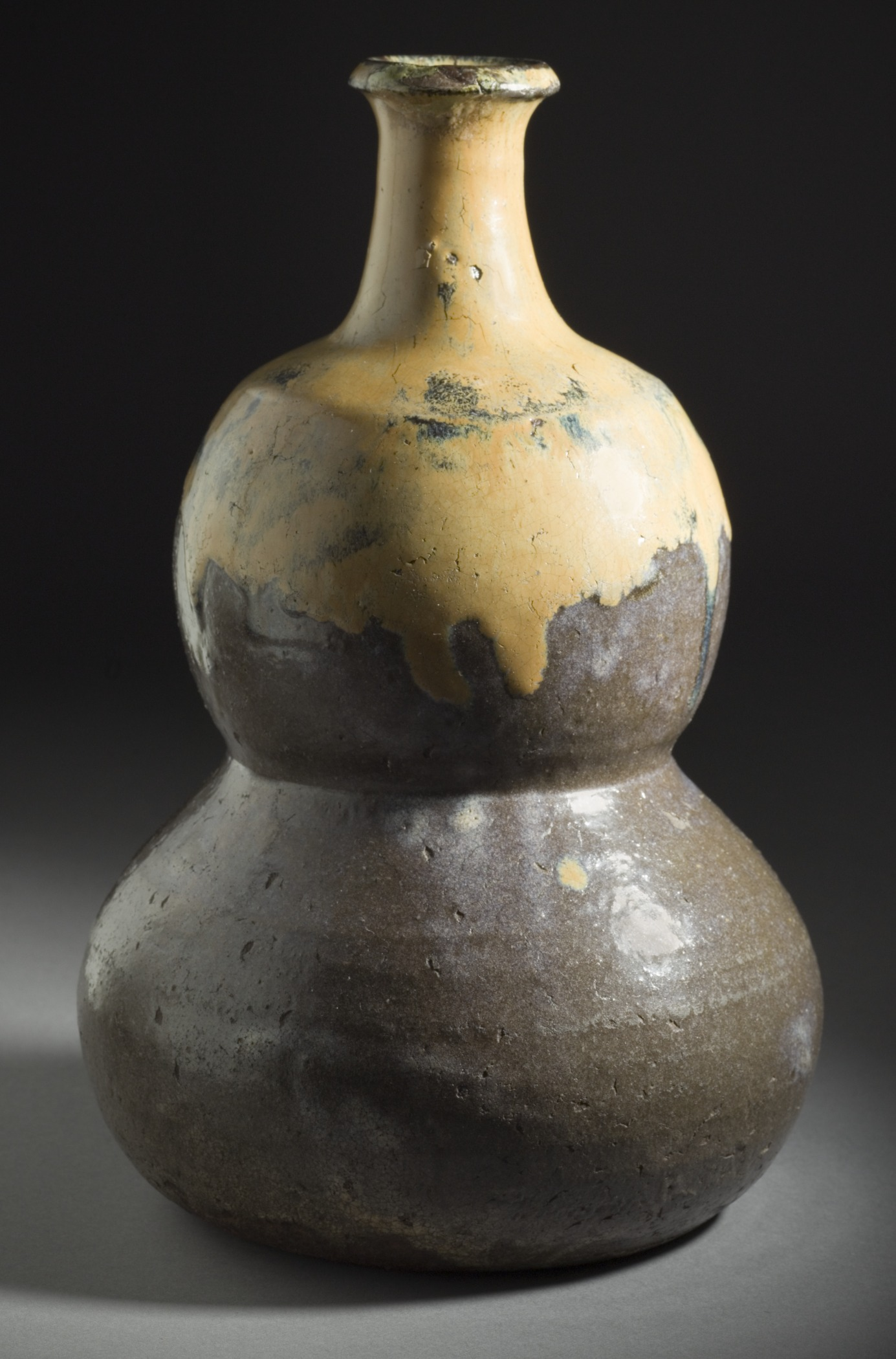
نمونه یک ظرف تاکاتوری

ظروف تاکاتوری (به ژاپنی: 高取焼, Takatori-yaki)، یک نوع سرامیک سنگی است که در استان فوکوئوکا ساخته می‌شده است.

## تاریخ
تولید سرامیک ژاپنی معروف به تاکاتوری توسط سفالگران کره ای در اواخر قرن شانزدهم در طی تهاجم ژاپن به کره (۱۵۹۸–۱۵۹۲) در ژاپن آغاز شد. از زمان آغاز تا سال ۱۸۷۱ ساخت این ظروف ادامه داشت و تولید این ظروف توسط خاندان کورودا، اربابان ولایت چیکوزن (اکنون استان فوکوئوکا) کنترل و حمایت می‌شد.
اولین کوره شناخته شده در پایه کوه بین سال‌های ۱۶۰۰ و ۱۶۰۶ ساخته شد.